# Carpinus shimenensis
Carpinus shimenensis là một loài thực vật có hoa trong họ Betulaceae. Loài này được C.J.Qi mô tả khoa học đầu tiên năm 1981.